# Lennart Bylock
Anders Lennart Bylock, född 27 april 1940 i Karlstad, är en svensk industriman och före detta världsmästare i båtsporten offshore racing.
Lennart Bylock är son till direktören Anders-Enar Bylock och Brita Maria, ogift Edström, samt morbror till författaren Helena Trotzenfeldt. Hans farbror Olov Bylock var gift med författaren Maj Bylock. Han tog studentexamen 1961 och läste juridik mellan åren 1962 och 1964 utan att ta examen. Han var generalsekreterare för Svenska Boxningsförbundet mellan åren 1964 och 1966 innan han fick sin första tjänst som verkställande direktör vid Glava glasbruk år 1967. Han blev som 34-åring verkställande direktör och koncernchef för Nitro Nobel Group 1975 och sågs som ett underbarn i näringslivet. Han grundade egna industriföretaget Bylock Group 1982, han fick kontakt med rederiet Nordsjöfrakt och efter en tids samarbete fusionerades Bylock Group med Nordsjöfrakt 1989 under namnet B&N Bylock och Nordsjöfrakt AB, sedermera B&N. När rederiet valde att satsa sin off-shore verksamhet på kombinerade isbrytare och servicefartyg till oljeplattformar lämnade Lennart Bylock företaget eftersom han inte trodde på affärsidén som ändå visade sig fungera bra. Lennart Bylock lämnade inte bara B&N utan större delen av sitt engagemang i redieribranschen när han samtidigt sålde av större delen av sitt aktieinnehav i rederierna Gorthon Lines och Svenska Orientlinien.
Bylock innehar och har haft flera styrelseuppdrag både som ordförande och ledamot inom svenskt näringsliv, bland annat Endomines, Varta, Cellmark, Natur & Kultur, L E Lundbergföretagen och Cloetta.
Lennart Bylock tävlade framgångsrikt i offshore racing under 1980-talet och blev tillsammans med italienaren Fabio Buzzi världsmästare i 3S-klassen 1984, vilket motsvarar XCAT-klassen i dag (2016).
Lennart Bylock har finansierat flera barnhem och annan hjälpverksamhet i Panama, Ecuador och Filippinerna sedan 1970-talet. Sommaren 2016 är han en av Sommar i P1:s sommarvärdar.
Första gången var han gift 1970–1985 med Cecilia Franck (född 1945), andra gången 1994–2003 med Brita Wenk (född 1941) och tredje gången sedan 2005 med Charlotte Cervin (född 1950).

## Utmärkelser
- H. M. Konungens medalj i guld av 12:e storleken (Kon:sGM12, 2020) för betydande insatser inom svenskt näringsliv[12]